# Лосик Олег Олександрович
Оле́г Олекса́ндрович Ло́сик (рос. Олег Александрович Лосик; 4 грудня 1915 — 20 серпня 2012) — радянський воєначальник, маршал бронетанкових військ (29 квітня 1975). Герой Радянського Союзу (1944).

## Життєпис
Народився в селі Ярцево Духовщинського повіту Смоленської губернії Російської імперії (нині — місто Смоленської області Росії) в родині сільських вчителів. Українець.

### Навчання і трудова діяльність
У дитинстві часто змінював місце проживання. У 1927 році закінчив 4-класну початкову школу в селі Богородичне Слов'янського району Донецької області, у 1931 році — семирічку в Слов'янську, у 1933 році — школу ФЗУ, отримавши кваліфікацію помічника машиніста паровозу.
З жовтня 1933 року працював у Слов'янську секретарем комітету комсомолу школи ФЗУ заводу «Коксохіммонтаж», з жовтня 1934 року — інструктор райкому комсомолу, з травня 1935 року — секретар комітету комсомолу літерних цехів заводу «Словсода».

### Початок військової кар'єри
До лав РСЧА призваний у листопаді 1935 року. У 1938 році закінчив 1-ше Саратовське Червонопрапорне бронетанкове училище. З червня 1938 року — командир навчального танкового взводу в 11-й окремій танковій бригаді Ленінградського військового округу, з квітня 1939 року — помічник командира навчальної танкової роти тієї ж бригади.
З жовтня 1939 року — помічник начальника штабу 112-го окремого танкового батальйону 35-ї легкої танкової бригади ЛенВО.
Учасник радянсько-фінської війни 1939—1940 років. Після закінчення бойових дій продовжив військову службу в 35-й легкій танковій бригаді: з вересня 1940 року — командир навчальної танкової роти, з січня 1941 року — помічник начальника оперативного відділення штабу бригади.
З квітня 1941 року — помічник начальника оперативного відділення штабу 43-ї танкової дивізії 19-го механізованого корпусу Київського особливого військового округу. Член ВКП(б) з 1941 року.

### Німецько-радянська війна
Початок німецько-радянської війни зустрів на попередній посаді. З вересня 1941 року — помічник начальника штабу з розвідки, з квітня 1942 року — заступник начальника штабу з розвідки 10-ї танкової бригади Південно-Західного фронту. Брав активну участь у прикордонних боях 1941-го,  битві під Дубном, обороні Києва, при проведенні Сумсько-Харківської оборонної операції.
Учасник Сталінградської битви. З серпня 1942 року — начальник штабу 10-ї танкової бригади на Сталінградському фронті, з грудня того ж року — заступник командира цієї ж бригади на Донському фронті.
У березні 1943 року призначений командиром 119-го окремого танкового полку на Західному фронті. Під його командуванням у серпні—вересні 1943 року полк відзначився при проведенні Єльнинсько-Дорогобузької наступальної операції, за що удостоєний почесного найменування «Єльнинський».
З грудня 1943 року — командир 4-ї гвардійської танкової бригади. Особливо гвардії полковник О. О. Лосик і його бригада відзначились під час проведення операції «Багратіон»: 2 липня 1944 року 4-та гвардійська танкова бригада 2-го гвардійського танкового корпусу 31-ї армії 3-го Білоруського фронту зломила спротив супротивника поблизу села Городище Мінського району Мінської області Білорусі і 3 липня о 3-й годині ранку увірвалась до міста Мінськ.
З лютого 1945 року — командир 2-ї окремої гвардійської танкової бригади на 3-му Білоруському фронті.
У березні 1945 року відкликаний з фронту й направлений на навчання до Військової академії бронетанкових і механізованих військ імені Й. В. Сталіна, але у травні того ж року переведений до Вищої військової академії імені К. Є. Ворошилова.

### Повоєнний час
З січня 1946 року перебував у розпорядженні командувача бронетанковими і механізованими військами Червоної армії. З травня 1946 року — начальник штабу 2-ї гвардійської танкової дивізії ЛенВО, з вересня 1947 року — начальник штабу 12-ї гвардійської танкової дивізії Групи радянських окупаційних військ у Німеччині.
У грудні 1948 року повторно направлений на навчання. У 1951 році закінчив Вищу військову академію імені К. Є. Ворошилова.
З квітня 1951 року — командир 26-ї гвардійської механізованої дивізії у Північній групі військ (Польща), з травня 1954 року — помічник командувача 7-ї механізованої армії з танків у Білоруському військовому окрузі, з серпня 1954 року — командир 24-го гвардійського стрілецького корпусу в Одеському військовому окрузі. У листопаді 1956 року переведений на посаду старшого викладача кафедри оперативного мистецтва Вищої військової академії імені К. Є. Ворошилова.
З червня 1958 року — командувач 6-ї армії в Північному військовому окрузі. З червня 1964 року — перший заступник командувача, з травня 1967 року — командувач військ Далекосхідного військового округу.
З травня 1969 року генерал-полковник танкових військ О. О. Лосик — начальник Військової академії бронетанкових військ імені Р. Я. Малиновського (з 1972 року — професор). Автор низки науково-теоретичних, тактичних і публіцистичних праць.
З січня 1987 року — військовий інспектор-радник Групи генеральних інспекторів Міністерства оборони СРСР. У травні 1992 року маршал бронетанкових військ О. О. Лосик вийшов у відставку.
Мешкав у Москві, де й помер. Похований на Троєкуровському цвинтарі.

## Нагороди і почесні звання
Указом Президії Верховної Ради СРСР від 4 липня 1944 року «за зразкове виконання бойових завдань командування на фронті боротьби з німецькими загарбниками та виявлені при цьому відвагу і героїзм» гвардії полковнику Лосику Олегу Олександровичу присвоєне звання Героя Радянського Союзу з врученням ордена Леніна і медалі «Золота Зірка» (№ 3722).
Нагороджений російськими орденами «За заслуги перед Вітчизною» 4-го ступеня (21.02.2001), Жукова (25.04.1995), «За військові заслуги» (10.12.2010), Пошани (2005), радянськими двома орденами Леніна (04.07.1944, 22.02.1968), Жовтневої революції (21.02.1974), чотирма Червоного Прапора (07.12.1941, 02.03.1945, 30.12.1956, 19.02.1986), Суворова 3-го ступеня (05.11.1943), двома Вітчизняної війни 1-го ступеня (07.09.1943, 11.03.1985), двома Червоної Зірки (21.03.1940, 15.11.1950), «За службу Батьківщині у Збройних Силах СРСР» 2-го (16.02.1982) та 3-го (17.02.1976) ступенів, іноземними орденами Народної Республіки Болгарія 2-го ступеня (НРБ, 14.09.1974), «9 вересня 1944 року» 1-го ступеня з мечами (НРБ, 22.01.1985), «Відродження Польщі» ступеня кавалера (ПНР, 10.10.1973), Червоного Прапора (МНР, 06.07.1971) і багатьма медалями.
Почесний громадянин міст Мінська (27 червня 1987), Слов'янська (02 вересня 1987), Єльні, Ярцево (20 вересня 1978).

## Вшанування пам'яті
У Москві на фасадах будинків, у яких жив і працював О. О. Лосик, встановлено меморіальні дошки.